# NGC 1631
NGC 1631 (również PGC 15705) – galaktyka spiralna z poprzeczką (SB0-a), znajdująca się w gwiazdozbiorze Erydanu. Odkrył ją John Herschel 11 grudnia 1835 roku.